# Kurt Axelsson
Kurt Axelsson (Rännberg, 10 november 1941 – 15 december 1984) was een Zweedse voetballer die tussen 1967 en 1973 furore maakte bij Club Brugge. De centrale verdediger maakte deel uit van de ploeg die in 1973 de tweede landstitel in de geschiedenis behaalde. Hij was er ook de eerste profvoetballer.
De Zweed speelde 119 competitiewedstrijden in de eerste klasse waarin hij vier keer scoorde, en speelde twintig wedstrijden voor de Beker van België en veertien Europese bekerwedstrijden.
Voor zijn Brugse periode kwam Axelsson uit voor GAIS Göteborg. Van 1973 tot 1976 verdedigde hij de kleuren van AS Oostende, waarna hij hulptrainer werd bij KV Kortrijk.
Axelsson speelde drie wedstrijden voor het nationale elftal van Zweden op het WK 1970 in Mexico.
Kurt Axelsson overleed in 1984 bij een auto-ongeluk. Hij ligt begraven op de stedelijke begraafplaats in Sint-Andries, niet ver van het stadion van Club Brugge.